# 힐스 구름

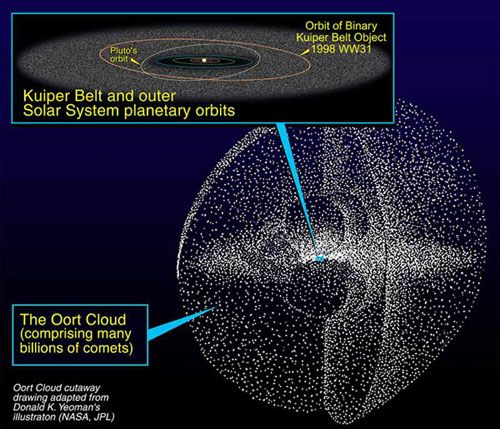
오르트 구름, 힐스 구름, 카이퍼 대의 개념도

힐스 구름(Hills cloud), 또는 내부 오르트 구름(inner Oort cloud)이란 천문학에서 오르트 구름 안쪽에 있다고 가정하는 가설상의 광대한 별주위 원반이다. 힐스 구름의 바깥쪽 경계는 태양으로부터 약 20,000-30,000 AU 거리에 위치해 있다고 하며, 안쪽 경계는 바깥쪽 경계보다 정의가 불분명하지만 대략 100-3,000 AU 거리일 것이라 한다. 행성은 물론이고 카이퍼 대도 훨씬 뛰어넘는 엄청난 거리이다. 만일 실존한다면 힐스 구름은 오르트 구름의 5배에 이르는 혜성을 가지고 있을 것이다.
오르트 구름의 혜성들은 주위 환경에 의해 지속적으로 섭동을 받는다. 그러므로 오르트 구름은 오래 전에 감손되어 사라졌어야 하지만 그렇지 않다. 힐스 구름은 오르트 구름의 지속성을 설명하기 위한 가설로서 오르트 구름 안쪽에 존재하는 밀도가 높은 구름이다. 힐스 구름에서 튕겨져나간 천체들은 고전적 오르트 구름 영역에 머무르며 오르트 구름을 유지할 것이다. 힐스 구름은 태양계 전체에서 혜성이 가장 많이 밀집한 곳일 수도 있다.
힐스 구름의 존재는 타당한 것으로 보이며, 많은 힐스 구름 천체가 이미 발견되어 있다. 그 밀도는 오르트 구름보다 높겠지만, 크기는 오르트 구름보다 작을 것이다. 가까운 별들과의 중력적 상호작용과 은하의 조석력에 의해 오르트 구름의 혜성들은 원궤도를 돌게 된다. 그러나 힐스 구름의 혜성들은 그렇지 않을 수도 있다. 힐스 구름의 총 질량은 아직 밝혀지지 않았다. 일부 과학자들은 힐스 구름이 오르트 구름보다 질량이 클 것이라고 생각하고 있다.